# Bactria

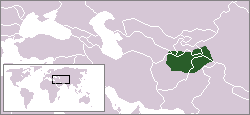
Bactria în anul 320 î.Hr.

Bactria (în greacă veche Βακτριανή, adică Bactriana, în persană veche Baxtri, în persană باختر ,بلخ, în tadjică Бохтар) este o regiune istorică aflată în prezent pe teritoriul statelor Afganistan, Pakistan, Uzbekistan și Tadjikistan între sistemul muntos Hindukuș în sud și Valea Fergana în nord. Bactrienii vorbeau limba bactriană, iar tadjicii și paștunii din prezent sunt urmașii direcți ai acestora. 
Regiunea era parte din periferia de est a lumii iraniene, acum parte a Afganistanului. Odată zoroastriană, această regiune avea să găzduiască ulterior budismul înainte de a deveni musulmană, după sosirea Rashidunilor și Omeiazilor în secolul al VII-lea. Aici și-a găsit moartea Împăratul persan Darius al III-lea.

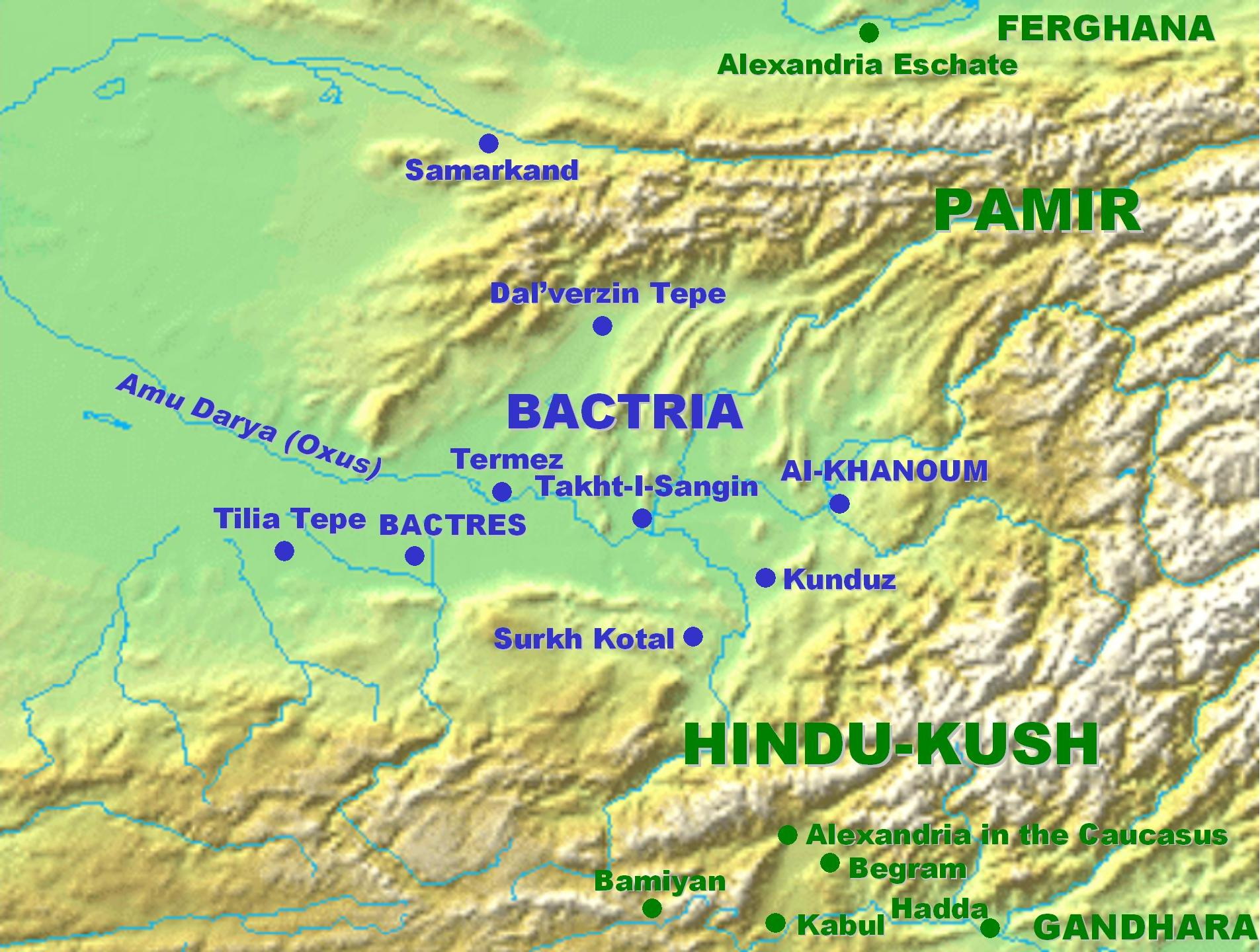
Orașele antice din Bactria.